# Breestraat (Beverwijk)

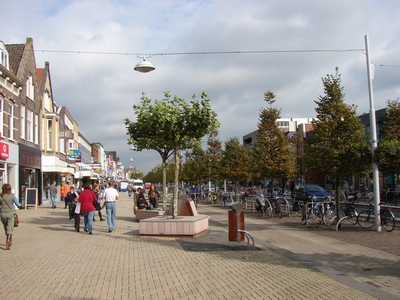
De Breestraat in 2008

De Breestraat is de hoofdwinkelstraat van de Noord-Hollandse plaats Beverwijk. De straat loopt van de
Velserweg/Koningstraat vlak bij Station Beverwijk naar de Schans en gaat daar over in de Hendrik Mandeweg.

## Geschiedenis

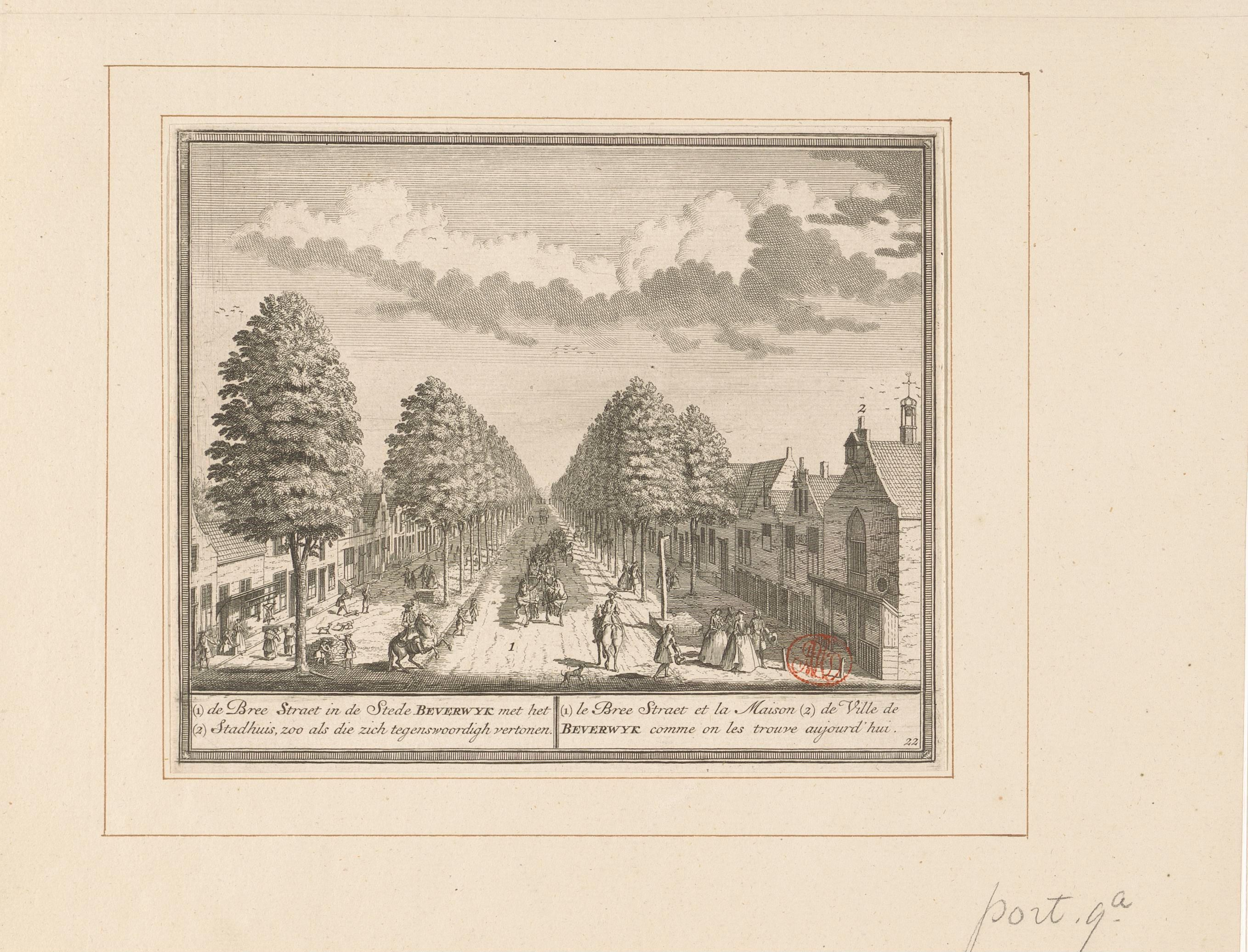
De Breestraat in 1729

Deze marktstraat werd waarschijnlijk aangelegd in de tweede helft van de 13e eeuw. De eerste vermelding van de naam Breestraat dateert overigens uit 1560. Op de kaart van Boxhorn (1632) wordt de straat weer vermeld als Voorstraat. Kennelijk is deze naam niet aangeslagen bij de bewoners, daar later weer de naam Breestraat werd gebruikt.  
Tijdens archeologisch onderzoek zijn hier diverse aardewerk scherven en resten van houten palen aangetroffen, dat betekent dat de Breestraat sinds de Middeleeuwen al werd bewoond.
De rooms-katholieke Sint Agathakerk aan de Breestraat is gebouwd naar een ontwerp van de architecten J.Th.J. Cuypers en P. Cuypers. De bijbehorende voormalige pastorie (gebouwd omstreeks 1750) is na jaren van verval in 2015 gerestaureerd door Stadsherstel Amsterdam. In het monumentale pand zijn originele wandschilderingen te zien van de Haarlemse schilder Jacobus Luberti Augustini (1748-1822).
Oe hoek van de Breestraat en de Peperstraat stonden drie herenhuizen die van 1641 tot zijn dood in 1853 toebehoorden aan Jan Brugman, lakenkoopman uit Amsterdam. Waarschijnlijk is hij te zien op de Nachtwacht van Rembrandt.
Van 1896-1923 reed de Tramlijn Haarlem - Alkmaar door de straat.
De Beverwijkers waren erg gehecht aan het populaire en sfeervolle 'rondje Bree': de oude, groene, gezellige Breestraat voor de bekritiseerde herinrichting door de gemeente Beverwijk. Voor de vernieuwingen in 2001 zijn de laatste iepen gerooid.
Sinds 1894 is tijdens de feestweek in augustus de Breestraat de plek voor de gratis toegankelijke kortebaandraverij.